# Dalton Castle
Brett Giehl, meglio conosciuto con il ring name Dalton Castle (Rochester, 4 marzo 1986), è un wrestler statunitense.

## Biografia
Da bambino Giehl era un fan sfegatato di leggende della WWE come Randy Savage, Davey Boy Smith e Mr. Perfect. Ha praticato lotta libera per più di dieci anni dalle scuole medie al college, vincendo diverse competizioni.
È sposato con una donna di nome Heather e ha una laurea in comunicazione e teatro. Tra il 2011 e il 2012 ha lavorato anche per l'emittente WZNE e il suo canale Youtube intervistando diversi wrestler tra cui Kurt Angle, CM Punk e Matt Hardy.

## Carriera
Dopo aver debuttato nel 2008 in alcune federazioni indipendenti dello stato di New York, nel 2013 arriva sia alla Chikara che alla Ring of Honor, oltre ad un breve trascorso in TNA.
Dopo alcune faide minori il 23 giugno 2017 vince assieme ai suoi "Boys" il ROH World Six-Man Tag Team Championship sconfiggendo Bully Ray e i fratelli Briscoe; dopo poco meno di due mesi, il 20 agosto, i tre vengono sconfitti dalla fazione del Bullet Club nota come "The Hung Bucks" (Adam Page e The Young Bucks).
Successivamente viene coinvolto nel giro del titolo mondiale e il 15 dicembre 2017, a Final Battle, riesce a conquistarlo sconfiggendo Cody; il 30 giugno 2018, dopo sette difese, perde il titolo in favore di Jay Lethal, anche a causa del periodo di flessione nelle sue prestazioni dovuto ad una lunga serie di infortuni.

## Personaggio nel wrestling
La gimmick di Castle è quella di un eccentrico soggetto androgino paragonabile a grandi nomi del passato come Gorgeous George e Ric Flair, sebbene Castle agisca soprattutto come face al contrario di questi; Castle stesso ha detto di essersi inoltre ispirato a grandi star della scena glam rock come David Bowie, Freddie Mercury e The Darkness.
Castle è accompagnato verso il ring da due individui mascherati e a petto nudo, chiamati "Boys", che Castle usa anche come mobili umani.

## Personaggio

### Mosse finali
- Anchors Away! (Diving headbutt)
- Bang-A-Rang (Spinning double leg facebuster)
- Everest German Suplex (Bridging delayed German suplex)
- Fairy Tale (Double knee facebreaker)
- Julie Newmar (Cobra clutch con bodyscissors)

### Soprannomi
- "24/7 Party"
- "Caroline"
- "The Charismatic Milkshake"
- "DC"
- "Ice Castle"/"Little Castle"/"White Castle"
- "The Party Peacock"
- "Peacock of Professional Wrestling"
- "Smooth Sailin'"

## Titoli e riconoscimenti
Empire State Wrestling
- ESW Tag Team Championship (1) – con Will Calrissian

International Wrestling Cartel
IWC World Heavyweight Championship (1)
Pro Wrestling Illustrated
- 96º tra i 500 migliori wrestler singoli nella PWI 500 (2017)

Ring of Honor
- ROH World Championship (1)
- ROH World Six-Man Tag Team Championship (1) – con Boy 1 e Boy 2
- Soaring Eagle Cup (2017)